# محمد اعظم شاه
محمد اعظم شاه (۲۸ ژوئن ۱۶۵۳ – ۸ ژوئن ۱۷۰۷) پادشاه گورکانیان هند، فرزند اورنگ زیب و دلرس بانو بیگم بود. او بعد از پدرش به سلطنت رسید اما به فرمان برادرش بهادر شاه یکم کشته شد.